# Férfi gyorskorcsolya-csapatverseny a 2014. évi téli olimpiai játékokon
A 2014. évi téli olimpiai játékokon a gyorskorcsolya férfi csapatversenyét február 21-én és 22-én rendezték. Az aranyérmet a holland csapat nyerte.  A versenyszámban nem vett részt magyar csapat.

## Rekordok
A versenyt megelőzően a következő rekordok voltak érvényben:
| Világrekord     | Hollandia (NED) | 3:35,60 | Salt Lake City, Amerikai Egyesült Államok | 2013. november 16. |
| Olimpiai rekord | Hollandia (NED) | 3:39,95 | Vancouver, Kanada                         | 2010. február 27.  |

A versenyen új olimpiai rekord született:
| Hollandia (NED) | 3:37,71 | Szocsi, Oroszország | 2014. február 22. |

## Eseménynaptár
Az időpontok moszkvai idő szerint (UTC+4), zárójelben magyar idő szerint (UTC+1) olvashatóak.
| Időpont                    | Forduló      |
| -------------------------- | ------------ |
| február 21., 17:30 (14:30) | Negyeddöntők |
| február 21., 19:13 (16:13) | Elődöntők    |
| február 22., 17:51 (14:51) | Döntők       |

## Eredmények
A versenyen nyolc csapat vett részt. A negyeddöntőben négy futamban két-két csapat versenyzett, a győztesek az elődöntőbe jutottak, a vesztesek az időeredményeik alapján kerültek a C-, és D-döntőkbe. Az elődöntők győztesei jutottak az A-döntőbe, a vesztesek a B-döntőben a bronzéremért versenyezhettek. A futamokon a táv 8 kör, azaz 3200 méter volt.
Az időeredmények másodpercben értendők. A rövidítések jelentése a következő:
- OR: olimpiai rekord

### Ágrajz
|  | Negyeddöntők | Negyeddöntők     | Negyeddöntők |  |  | Elődöntők | Elődöntők     | Elődöntők |           |         | Döntő         | Döntő         | Döntő         |  |
|  |              |                  |              |  |  |           |               |           |           |         |               |               |               |  |
|  | 1            | Hollandia        | 3:44,48      |  |  |           |               |           |           |         |               |               |               |  |
|  | 7            | Franciaország    | 3:53,18      |  |  | 1         | Hollandia     | 3:40,79   |           |         |               |               |               |  |
|  | 4            | Norvégia         | 3:43,19      |  |  | 5         | Lengyelország | 3:52,08   |           |         |               |               |               |  |
|  | 5            | Lengyelország    | 3:42,78      |  |  |           |               |           |           |         | 1             | Hollandia     | 3:37,71       |  |
|  | 3            | Egyesült Államok | 3:46,82      |  |  |           |               | 2         | Dél-Korea | 3:40,85 |               |               |               |  |
|  | 6            | Kanada           | 3:43,30      |  |  | 6         | Kanada        | 3:45,28   |           |         |               |               |               |  |
|  | 2            | Dél-Korea        | 3:40,84      |  |  | 2         | Dél-Korea     | 3:42,32   |           |         |               |               |               |  |
|  | 8            | Oroszország      | 3:44,22      |  |  |           |               |           |           |         | Bronzmérkőzés | Bronzmérkőzés | Bronzmérkőzés |  |
|  |              |                  |              |  |  |           |               |           |           |         |               |               |               |  |
|  |              |                  |              |  |  |           |               |           |           |         | 5             | Lengyelország | 3:41,94       |  |
|  |              |                  |              |  |  |           |               |           |           |         | 6             | Kanada        | 3:44,27       |  |

### Negyeddöntők
| Helyezés       | Csapat                                                                      | Idő            | Különbség      | Megjegyzés     |
| 1. negyeddöntő | 1. negyeddöntő                                                              | 1. negyeddöntő | 1. negyeddöntő | 1. negyeddöntő |
| -------------- | --------------------------------------------------------------------------- | -------------- | -------------- | -------------- |
| 1.             | Kanada (CAN) · Mathieu Giroux · Lucas Makowsky · Denny Morrison             | 3:43,30        |                | 1. elődöntő    |
| 2.             | Egyesült Államok (USA) · Shani Davis · Brian Hansen · Jonathan Kuck         | 3:46,82        | +3,52          | D döntő        |
| 2. negyeddöntő |                                                                             |                |                |                |
| 1.             | Dél-Korea (KOR) · Joo Hyong-jun · Cheol Min Kim · Lee Seung-hoon            | 3:40,84        |                | 1. elődöntő    |
| 2.             | Oroszország (RUS) · Alekszandr Rumjancev · Gyenyisz Juszkov · Ivan Szkobrev | 3:44,22        | +3,38          | C döntő        |
| 3. negyeddöntő |                                                                             |                |                |                |
| 1.             | Lengyelország (POL) · Zbigniew Bródka · Konrad Niedźwiedzki · Jan Szymański | 3:42,78        |                | 2. elődöntő    |
| 2.             | Norvégia (NOR) · Håvard Bøkko · Håvard Lorentzen · Sverre Lunde Pedersen    | 3:43,19        | +0,41          | C döntő        |
| 4. negyeddöntő |                                                                             |                |                |                |
| 1.             | Hollandia (NED) · Jan Blokhuijsen · Sven Kramer · Koen Verweij              | 3:44,48        |                | 2. elődöntő    |
| 2.             | Franciaország (FRA) · Alexis Contin · Ewen Fernandez · Benjamin Macé        | 3:53,17        | +8,69          | D döntő        |

### Elődöntők
| Helyezés    | Csapat                                                                      | Idő         | Különbség   | Megjegyzés  |
| 1. elődöntő | 1. elődöntő                                                                 | 1. elődöntő | 1. elődöntő | 1. elődöntő |
| ----------- | --------------------------------------------------------------------------- | ----------- | ----------- | ----------- |
| 1.          | Dél-Korea (KOR) · Joo Hyong-jun · Cheol Min Kim · Lee Seung-hoon            | 3:42,32     |             | A döntő     |
| 2.          | Kanada (CAN) · Mathieu Giroux · Lucas Makowsky · Denny Morrison             | 3:45,28     | +2,96       | B döntő     |
| 2. elődöntő |                                                                             |             |             |             |
| 1.          | Hollandia (NED) · Jan Blokhuijsen · Sven Kramer · Koen Verweij              | 3:40,79     |             | A döntő     |
| 2.          | Lengyelország (POL) · Zbigniew Bródka · Konrad Niedźwiedzki · Jan Szymański | 3:52,08     | +11,29      | B döntő     |

### Döntők
| Helyezés | Csapat                                                                        | Idő     | Különbség | Megjegyzés |
| A-döntő  | A-döntő                                                                       | A-döntő | A-döntő   | A-döntő    |
| -------- | ----------------------------------------------------------------------------- | ------- | --------- | ---------- |
| Arany    | Hollandia (NED) · Jan Blokhuijsen · Sven Kramer · Koen Verweij                | 3:37,71 |           | OR         |
| Ezüst    | Dél-Korea (KOR) · Joo Hyong-jun · Cheol Min Kim · Lee Seung-hoon              | 3:40,85 | +3,14     |            |
| B-döntő  |                                                                               |         |           |            |
| Bronz    | Lengyelország (POL) · Zbigniew Bródka · Konrad Niedźwiedzki · Jan Szymański   | 3:41,94 |           |            |
| 4.       | Kanada (CAN) · Mathieu Giroux · Lucas Makowsky · Denny Morrison               | 3:44,27 | +2,33     |            |
| C-döntő  |                                                                               |         |           |            |
| 5.       | Norvégia (NOR) · Håvard Bøkko · Sverre Lunde Pedersen · Simen Spieler Nilsen  | 3:44,91 |           |            |
| 6.       | Oroszország (RUS) · Alekszandr Rumjancev · Alekszej Jeszin · Gyenyisz Juszkov | 3:49,85 | +4,94     |            |
| D-döntő  |                                                                               |         |           |            |
| 7.       | Egyesült Államok (USA) · Brian Hansen · Jonathan Kuck · Joey Mantia           | 3:46,50 |           |            |
| 8.       | Franciaország (FRA) · Alexis Contin · Ewen Fernandez · Benjamin Macé          | 3:51,76 | +5,26     |            |